# I Wished on the Moon
I Wished on the Moon is een lied gecomponeerd door Ralph Rainger, met tekst van  Dorothy Parker, voor het eerst te beluisteren in de musical The Big Broadcast of 1936 van Paramount Pictures production. Daarin traden sterren op als Bing Crosby (die het lied introduceerde), George Burns, Gracie Allen en Ethel Merman.

## Opnames
- Ella Fitzgerald en Gordon Jenkins, Decca, (1955)
- Billie Holiday - Songs for Distingué Lovers (1957)
- Mel Tormé - Swingin' On the Moon (1960)
- Art Pepper - Intensity (1960)
- Frank Sinatra - Moonlight Sinatra (1966)
- Tony Bennett - Perfectly Frank (1992), Tony Bennett on Holiday (1997)